# ویتنی پورت
ویتنی پورت (انگلیسی: Whitney Port؛ زادهٔ ۴ مارس ۱۹۸۵) یک مانکن اهل ایالات متحده آمریکا است. وی از سال ۲۰۰۶ میلادی تاکنون مشغول فعالیت بوده‌است.